# Йерне, Томас
Томас Йерне (1638—1678) (пасторат Скворица, Шведская Ингерманландия — мыза Виртсу, Ливония) — шведский историк, поэт, переводчик, брат Урбана Йерне.

## Биография
Родился в семье пастора Эрландуса Йерне. Мать — Барбара Йобин, также происходила из священнической семьи. После окончания школы в городе Ниене поступил в Дерптский университет.
Получив образование служил секретарём у генерал-губернатора Шведской Эстляндии Бенгта Хорна, в Таллиннском городском суде и управляющим мызой Виртсу. В 1666 году служил ленным сборщиком налогов в Ингерманландии, а позже — секретарём Эзельского рыцарства, которое располагалось в «Риттерхаусе» (Рыцарском доме) города Аренсбурга на острове Сааремаа.
Но известность он получил как историк Прибалтики. Его «История Эстляндии, Ливонии и Курляндии» (швед. Ehst-, Lyf- und Lettlaendische Geschichte) в 7 томах, была полностью опубликована в 1835 году (в составе «Monumenta Livoniæ Antiquae» Карла Напиерского). Издание, опубликованное в Митаве в 1794 году, считается утраченным.
Вклад Томаса Йерне в труды по истории Швеции особенно важен в части описаний русско-шведских войн XVI века. В Рижском архиве Дома рыцарей хранится коллекция произведений Йерне по истории Ливонии, а в библиотеке Мекленбургского рыцарского дома — история рижских архиепископов.
Шведские историки называют Томаса Йерне эстонским Титом Ливием. Шведская писательница и поэтесса Хедвига Норденфлайхт уподобляла его поэтический дар Овидию, но за исключением единственного Lyckones säkreste Afvel, найденного в коллекции Пера Ханселли, поэтические произведения Томаса Йерне утрачены, или остаются неопознанными среди множества стихов неизвестных авторов того времени.
Как переводчик Томас Йерне известен переводом 1677 года «Рассуждения о вечности» Жана Пюже де ла Серра, что может указывать на предчувствие конца, хотя на тот момент ему ещё не было сорока лет.

## Работы
- Thomas Hiärn's Ehst-, Liv- und Lettländische Geschichte. Nach der Originalhandschrift herausgegeben. (Sammlung Ehst-, Liv-, und Kurländischer Geschichtschreiber. Erster Band. (Johann Friedrich von Recke) Mitau: bey Johann Magnus Wehrt 1794) Andmed ESTERis, Digitaalselt
- Thomae Hiärn's Ehst-, Lyf- und Lettlaendische Geschichte. Nach der Originalhandschrift herausgegeben und im Drucke besorgt von Dr. C. E. Napiersky. (Monumenta Livoniae Antiquae: Sammlung von Chroniken, Berichten, Urkunden und anderen schriftlichen Denkmalen und Aufsätzen, welche zur Erläuterung der Geschichte Liv-, Ehst- und Kurland's dienen. Erster Band. Riga, Dorpat und Leipzig : Verlag von Eduard Frantzen's Buchhandlung, 1835) Andmed ESTERis, Digitaalselt
- Nachtrag zu Thomae Hiaern's Ehst-, Lyf- und Lettländischer Geschichte zum erstenmale herausgegeben von Dr. C. E. Napiersky.. (Monumenta Livoniae Antiquae : Sammlung von Chroniken, Berichten, Urkunden und anderen schriftlichen Denkmalen und Aufsätzen, welche zur Erläuterung der Geschichte Liv-, Ehst- und Kurland's dienen. Zweiter Band. Riga und Leipzig : Verlag von Eduard Frantzen's Buchhandlung, 1839) Andmed ESTERis, Digitaalselt